# Terry Butler
Terry Butler (* 10. listopadu 1967, Tampa, Florida, USA) je americký metalový muzikant, baskytarista. Mezi jeho oblíbené kapely, které jej ovlivnily, patřily např. Venom, Mercyful Fate, Raven, Hellhammer, Uriah Heep, Nazareth a Thin Lizzy.

## Biografie
Po absolvování střední školy studoval dva roky zemědělskou nástavbu. Na baskytaru začal hrát ve svých 10 letech. Jeho první kapelou byla Massacre, k níž se přidal v roce 1987. S dalšími členy Massacre, Rickem Rozzem a Billem Andrewsem, pak působil jistou dobu v kapele Death, jejímž frontmanem byl Chuck Schuldiner. Butler se přímo podílel na třetím albu Death Spiritual Healing. Poté Terry, Bill a Rick společně znovu obnovili Massacre a natočili debutní desku From Beyond, kterou nazpíval Barney Kamalani Lee (známý jako Kam Lee). Po vydání EP Inhuman Condition kvůli názorovým rozepřím ohledně budoucí tvorby Massacre opustil.
Svou další kariéru poté spojil s kapelou Six Feet Under, s níž nahrál celou řadu alb.
V roce 2014 se podílel na nahrání desky Inked in Blood floridské kapely Obituary a objevil se i ve znovu vzkříšené (poněkolikáté) skupině Massacre, když pro Century Media Records s Rickem Rozzem, Mikem Mazzonettem a Edwinem Webbem natočil album Back from Beyond.